# Câu chuyện đồ chơi 3
Câu chuyện đồ chơi 3 (tiếng Anh: Toy Story 3) là phim hoạt hình máy tính 3-D của Mỹ phát hành năm 2010. Đây là phần thứ ba của loạt phim Câu chuyện đồ chơi. Bộ phim được sản xuất bởi Pixar Animation Studios và phát hành bởi Walt Disney Pictures. Lee Unkrich, người đã biên tập hai bộ phim trước và đồng đạo diễn bộ phim thứ nhì, là đạo diễn cho phim này. Ken Schretzmann là người biên tập.
Tom Hanks, Tim Allen, Joan Cusack, Don Rickles, Estelle Harris, John Ratzenberger, Wallace Shawn, Jeff Pidgeon, Jodi Benson, R. Lee Ermey, John Morris, và Laurie Metcalf đều trở lại với các vai diễn lồng tiếng trong hai bộ phim trước. Jim Varney, diễn viên lồng tiếng cho vai Chó Slinky trong hai tập đầu, và Joe Ranft, người đóng vai Lenny và Wheezy, đã qua đời sau khi bộ phim thứ nhì được phát hành. Vai Slinky được Blake Clark đảm nhận, trong khi các nhân vật Ranft từng đảm nhận đã không còn xuất hiện trong câu chuyện.
Câu chuyện đồ chơi 3 khởi chiếu tại các rạp vào ngày 18 tháng 5 năm 2010 tại Hoa Kỳ và Canada, 17 tháng 6 tại Singapore, 24 tháng 6 tại Úc, và 19 tháng 7 năm 2010 tại Anh và Ireland. Lúc đầu ngày khởi chiếu tại Anh được định vào ngày 23 tháng 7 nhưng đã được đẩy tới sớm hơn vì dự đoán có nhu cầu cao. Câu chuyện đồ chơi 3 đã phá vỡ kỷ lục doanh thu cao nhất trong một ngày cho một bộ phim hoạt hình của Shrek the Third, nhưng không phá vở kỷ lục của Shrek the Third trong doanh thu ba ngày cuối tuần đầu tiên, và đạt được doanh thu $110.307.189. Nó là bộ phim hoạt hình có doanh thu trong ba ngày cuối tuần đầu cao thứ nhì. Nó là bộ phim của Pixar có doanh thu ba ngày đầu cao nhất, và cũng là có doanh thu cao nhất cho một bộ phim khởi chiếu vào tháng 6.

## Nội dung
Bộ phim bắt đầu với một đoạn phim hành động kiểu Viễn Tây, với Woody, Jessie, và Buzz đang chống lại Hamm, ông bà Potato Head, và Slinky. Tuy nhiên, đoạn đó thật ra chỉ diễn ra trong tưởng tượng của Andy, và máy quay lùi lại để cho thấy các bộ phim gia đình của Andy, chủ nhân của các đồ chơi, khi còn là một cậu bé.
Andy nay đã 17 tuổi, không còn chơi với các món đồ chơi cũ nữa và đang chuẩn bị vào đại học. Andy quyết định đem Woody theo đến đại học và gói các món đồ chơi khác vào một túi đựng rác với ý định để giữ trên gác nhà, nhưng mẹ cậu đã nhầm lấy túi đem ra ngoài để bỏ rác. Các đồ chơi tưởng rằng Andy không còn muốn họ nữa, cho nên họ đã lẩn trốn vào một hộp đựng đồ chơi sắp được đem đến nhà giữ trẻ Sunnyside. Woody là đồ chơi duy nhất đã chứng kiến việc đã xảy ra, cố gắng làm sáng tỏ việc hiểu lầm này, nhưng các đồ chơi khác không tin anh và tất cả đều được đem đến Sunnyside. Các đồ chơi được đón tiếp tại Sunnyside, dưới sự lãnh đạo của một con gấu nhồi bông tên là Lotso (Lots-O'-Huggin' Bear), và họ được phân công vào "Phòng Sâu bướm". Các đồ chơi khác tại Sunnyside còn có một búp bê Ken và một búp bê em bé được gọi là Big Baby. Woody cố gắng thuyết phục các đồ chơi khác trở về với Andy, nhưng họ quyết định ở lại Sunnyside, vì thế anh rời họ để về nhà. Các đồ chơi khác sớm phát hiện được Lotso đã đưa họ vào phòng dành cho những đứa trẻ nhỏ nhất, và các đồ chơi thường bị các đứa trẻ hành hạ. Buzz tìm Lotso để yêu cầu được chuyển đến Phòng Bướm dành cho trẻ lớn hơn, nhưng đã bị bắt và xóa trí nhớ, và sau đó cứ tưởng mình là một nhà thám hiểm không gian thật.
Sau khi rời khỏi Sunnyside, Woody được một cô bé tại nhà giữ trẻ tên là Bonnie đem về nhà. Qua các đồ chơi khác của Bonnie, Woody biết được Sunnyside thật sự là một nhà tù đồ chơi do Lotso cai quản. Lotso đã bị thất lạc chủ nhân và bị chủ nhân thay thế với một con gấu khác và từ đó bỏ nhà đến Sunnyside với Big Baby làm người trợ thủ đắc lực. Lotso bắt các đồ chơi khác ở Phòng Sâu bướm để hắn và các đồng bọn khỏi phải gặp các trẻ nhỏ. Tại nhà giữ trẻ, các đồ chơi biết được Andy đang tìm kiếm họ sau khi bà Potato Head nhìn thấy Andy qua con mắt đã bị thất lạc trong phòng của Andy. Biết được sai lầm, các đồ chơi tìm cách thoát khỏi nhưng bị Lotso và đồng bọn (kể cả Buzz sau khi mất trí) bắt nhốt và cho nhiều lính canh giữ chặt chẽ hơn.
Woody trở về Sunnyside bằng túi ba lô của Bonnie, leo lên gác xếp nhờ trợ giúp từ Telephone Chatter (phá khóa, vượt bảo vệ, leo tường, tiêu diệt con Khỉ trong văn phòng, leo lên đường đổ rác để ra ngoài đường) để giúp các người bạn trốn thoát, họ cẩn thận tạo một kế hoạch trốn ra ngoài bằng đường đổ rác, tuy nhiên đã vô tình đổi Buzz vào chế độ nói tiếng Tây Ban Nha. Các đồ chơi dùng ống rác để thoát đến một thùng rác ngoài nhà giữ trẻ, nhưng đã bị Lotso và đồng bọn bắt được. Woody và các bạn đã thuyết phục được các trợ thủ của Lotso rằng hắn chính là kẻ ác, và họ đã đem Lotso bỏ vào thùng rác. Tuy nhiên, Lotso kéo được Woody vào thùng rác ngay khi xe đổ rác đến và mọi người phải cứu Woody, và Buzz trở lại bình thường.
Chiếc xe chở rác đem các đồ chơi đến một đống rác và bị đổ. Woody cứu Lotso và mọi người khỏi máy xé rác nhưng Lotso bỏ mặc họ để họ vào lò đốt rác. Các đồ chơi được cây cần trục điều khiển bởi mấy đồ chơi Alien cứu. Hamm và Slinky muốn dạy Lotso một bài học, nhưng Woody thuyết phục họ bỏ qua cho hắn. Lotso được một người đổ rác tìm được và cột Lotso vào phía trước xe đổ rác của mình.
Các đồ chơi tìm cách quay trở lại phòng của Andy. Khi đến nơi, Woody chui vào hộp đồ Andy mang theo đến đại học, các đồ chơi khác chuẩn bị lên gác mái. Woody để một tin nhắn trên tấm giấy dán trên hộp đồ chơi cho Andy, gợi ý tặng đồ chơi lại cho Bonnie. Andy nghĩ đó là tin của mẹ mình nên làm theo, chở thùng đồ chơi tới nhà Bonnie và giới thiệu cho cô bé về mỗi đồ chơi. Bonnie nhận ra Woody nằm dưới đáy hộp trong sự ngạc nhiên của Andy. Mặc dù có đôi chút lưỡng lự nhưng cuối cùng Andy cũng để Woody lại cho Bonnie và chơi cùng với cô bé trước khi rời đi. Woody và các bạn của mình có một cuộc sống mới tại nhà Bonnie.
Trong phần credit, có thể thấy ở Sunnyside, Ken và Barbie trở thành người quản lý và công bằng hơn. Các đồ chơi đều luân phiên chơi với các bé ở phòng Sâu bướm. Họ biến Sunnyside trở thành nhà giữ trẻ đúng nghĩa của nó. Họ giữ liên lạc với nhóm Woody bằng cách cho thư vào balô của Bonnie khi cô bé đến nhà trẻ.

## Diễn viên lồng tiếng

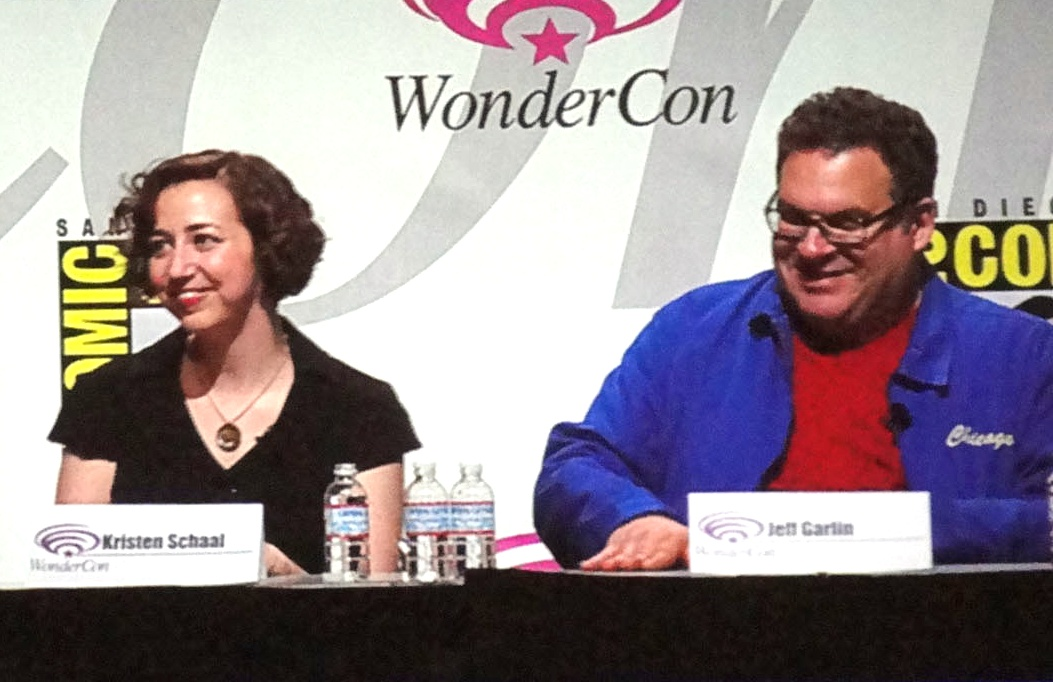
Kristen Schaal và Jeff Garlin, những người đã tham gia buổi họp báo "Câu chuyện đồ chơi 3" tại WonderCon 2010, họ tham gia vào bộ phim với vai Trixie và Buttercup.

- Tom Hanks trong vai cảnh sát trưởng Woody, một búp bê cao bồi hết sức trung thành với chủ nhân của mình.
- Tim Allen trong vai Buzz Lightyear, đồ chơi mô hình cảnh sát vũ trụ, là bạn thân nhất của Woody và là người yêu của Jessie.
- Joan Cusack trong vai Jessie, một nữ búp bê cao bồi, cô luôn mang trong mình nỗi sợ bị chủ bỏ rơi.
- Don Rickles trong vai Mr. Potato Head, là chồng của Mrs. Potato Head, đồ chơi có hình củ khoai tây được gắn thêm các bộ phận cơ thể. Các bộ phận cơ thể của Mr. Potato Head có thể hoạt động độc lập với "cơ thể" và đó có thể coi là một lợi thế của Mr. Potato Head.
- Wallace Shawn trong vai Rex, đồ chơi khủng long bạo chúa màu xanh bằng nhựa, luôn lo lắng và vụng về, thích chơi trò chơi điện tử.
- John Ratzenberger trong vai Hamm, một con lợn tiết kiệm, là người tỏ vẻ khôn ngoan nhất trong nhóm.[6]
- Estelle Harris trong vai Mrs. Potato Head, vợ của Mr. Potato Head, cũng có thể sử dụng mắt và tay chân ngay cả khi chúng không gắn liền với cơ thể.
- Ned Beatty trong vai Gấu Lots-o'-Huggin' hay còn được gọi với tên ngắn hơn là "Lotso", một con gấu bông có mùi dâu tây.[7]
- Michael Keaton trong vai Ken.[6]
- Jodi Benson trong vai Barbie.
- John Morris trong vai Andy, chủ nhân của một vài món đồ chơi đồ chơi trong phim, mặc dù cậu đã lớn và không còn chơi với các món đồ chơi cũ nữa và sau đó đã tặng lại các món đồ chơi cho cô bé Bonnie.[8]

## Sản xuất
Theo hợp đồng với Disney đã được sửa đổi, tất cả các nhân vật do Pixar tạo ra đều do Disney sở hữu. Thêm vào đó, Disney giữ quyền tạo phần tiếp cho bất cứ phim Pixar nào, tuy nhiên Pixar vẫn giữ quyền làm phim trước nếu muốn. Năm 2004, khi quan hệ hai công ty đang đà đổ vỡ, chủ tịch của Disney lúc đó là Michael Eisner đã bắt đầu quá trình sản xuất Câu chuyện đồ chơi 3 tại một xưởng phim mới của Disney, Circle 7 Animation. Tim Allen, người lồng tiếng trong vai Buzz Lightyear, cho biết ông sẽ bằng lòng trở lại mặc dù Pixar không tham gia.
Jim Herzfeld đã viết kịch bản cho phiên bản của Circle 7. Kịch bản kể về các đồ chơi khác đã gửi Buzz đến Đài Loan để sửa chữa một khuyết điểm. Sau khi tìm kiếm trên mạng, họ khám phá ra nhiều đồ chơi khác như Buzz đã bị hỏng và công ty sản xuất đã hồi lại các đồ chơi. Sợ Buzz sẽ bị hủy, các đồ chơi khác đã đi cứu Buzz. Trong lúc này, Buzz gặp được nhiều đồ chơi khác trên thế giới nay đã bị hồi lại.
Vào tháng 1 năm 2006, Pixar đã được Disney mua; hai người lãnh đạo Pixar là Edwin Catmull và John Lasseter trở thành những người lãnh đạo toàn bộ Disney Animation. Sau đó, Circle 7 Animation ngưng hoạt động và phiên bản đó bị hoãn. Tháng sau đó, giám đốc Disney Robert Iger xác nhận rằng Disney đang tiến hành giao nhiệm vụ sản xuất phim cho Pixar. John Lasseter, Andrew Stanton, Pete Docter, và Lee Unkrich viếng thăm căn nhà nơi mà họ đã đưa ra ý tưởng cho phim đầu và trong ba ngày cuối tuần đã tạo ra cốt truyện cho bộ phim. Stanton sau đó viết sơ thảo cho kịch bản. Vào ngày 8 tháng 2 năm 2007, Catmull cho biết người đồng đạo diễn trong Câu chuyện đồ chơi 2 là Lee Unkrich, sẽ là đạo diễn duy nhất cho phim thay vì John Lasseter, và Michael Arndt làm người viết kịch. Ngày khởi chiếu được dời đến năm 2010.
Khi các người làm phim xem lại các tác phẩm của mình từ hai phim trước, họ khám phá rằng họ chỉ mở ra được những tập tin cũ, nhưng không thể sửa đổi các mô hình 3D và phải tái tạo mọi thứ.

## Đón nhận

### Doanh thu phòng vé
Câu chuyện đồ chơi 3 thu về 415 triệu đô la tại Hoa Kỳ và Canada và ở tại các quốc gia khác bộ phim thu về cho mình 652 triệu đô la, nâng tổng doanh thu lên 1,067 tỷ đô la trên toàn thế giới, trở thành bộ phim hoạt hình có doanh thu cao nhất mọi thời đại (cho đến khi bộ phim Nữ hoàng băng giá (2013) vượt qua vào năm 2014) và cũng là bộ phim có doanh thu cao nhất năm 2010. Trong tuần đầu tiên ra mắt, Câu chuyện đồ chơi 3 đã dẫn đầu phòng vé toàn cầu với 145.3 triệu đô la (nếu tính cả buổi công chiếu sớm trong tuần thì doanh thu phòng vé của tuần đầu lên tới 153.7 triệu đô la), là tuần mở màn có doanh thu cao thứ chín trên thế giới đối với một bộ phim hoạt hình. Vào ngày 27 tháng 8 năm 2010, ở ngày công chiếu thứ 71, tác phẩm đã trở thành bộ phim điện ảnh thứ 7 vượt qua mốc 1 tỷ đô la và là bộ phim thứ ba do Disney phát hành đạt thành tích này. Câu chuyện đồ chơi 3 cùng với Alice ở xứ sở thần tiên là hai tác phẩm đạt doanh thu 1 tỷ đô la trong cùng một năm phát hành của Disney. Khác với Alice ở xứ sở thần tiên – một bộ phim người đóng, Câu chuyện đồ chơi 3 đã trở thành bộ phim hoạt hình đầu tiên đạt được cột mốc doanh thu trên.

#### Hoa Kỳ và Canada
Ở thị trường Bắc Mỹ, Box Office Mojo ước tính bộ phim đã bán được hơn 52 triệu vé ở Hoa Kỳ. Câu chuyện đồ chơi 3 đã kiếm về được 41,1 triệu đô la trong ngày đầu công chiếu (18 tháng 6 năm 2010) tại 4.028 rạp, trong đó bao gồm 4 triệu đô la thu về ở các suất chiếu lúc nửa đêm từ khoảng 1.500 rạp, lập kỷ lục ngày mở màn cho một bộ phim hoạt hình (vượt qua Minions và sau đó là Đi tìm Dory).

### Đánh giá chuyên môn
Bộ phim nhận được hầu hết các nhà phê bình ca tụng. Website Rotten Tomatoes chuyên góp các phê bình chuyên nghiệp cho biết 99% trong số 203 bài phê bình là khen thưởng, với điểm trung bình là 8,8/10. Các nhà phê bình nhất trí "Trộn lẫn hài hước, phiêu lưu, và sự cảm động chân thật một cách khéo léo, Câu chuyện đồ chơi 3 là một trong những phần tiếp thứ nhì hiếm hoi thật sự có tác động." Trong danh sách các nhà phê bình nổi tiếng tại các báo chí hàng đầu, bộ phim được khen thưởng 100% trong 33 bài phê bình. Một website khác cũng chuyên góp các phê bình, Metacritic, đã cho bộ phim 91/100 điểm theo 38 bài phê bình. Tạp chí Time đã  xếp hạng Câu chuyện đồ chơi 3 ở vị trí 11 trong danh sách "25 bộ phim hoạt hình hay nhất mọi thời đại" của họ, họ cũng coi Câu chuyện đồ chơi 3 là "bộ phim hay nhất năm 2010".

### Giải thưởng
Tại lễ trao giải Oscar lần thứ 83, Câu chuyện đồ chơi 3 đã nhận được đề cử cho ba hạng mục: Phim xuất sắc nhất, Kịch bản chuyển thể xuất sắc nhất và Hòa âm xuất sắc nhất và thắng trong hai hạng mục Phim hoạt hình xuất sắc nhất và Ca khúc gốc trong phim xuất sắc nhất. Các đề cử khác dành cho bộ phim bao gồm ba hạng mục tại Giải Annie, ba hạng mục tại Giải thưởng Điện ảnh Viện Hàn lâm Vương quốc Liên hiệp Anh (thắng một), năm hạng mục tại Giải Lựa chọn của Giới phê bình Điện ảnh (thắng một), và một hạng mục tại Giải Quả cầu vàng (nơi mà bộ phim đã giành được giải). Ủy ban Quốc gia về phê bình điện ảnh và Viện phim Mỹ đã vinh danh Câu truyện đồ chơi 3 là một trong mười bộ phim hay nhất năm 2010; bộ phim cũng đã giành được giải thưởng phim hoạt hình hay nhất của Ủy ban Quốc gia về phê bình điện ảnh. Vào tháng 12 năm 2021, kịch bản của bộ phim được xếp hạng ở vị trí thứ 44 trong "101 Kịch bản hay nhất thế kỷ 21 (cho đến nay)" của Hiệp hội Nhà văn Hoa Kỳ.

### Dự án của người hâm mộ
Hai anh em Morgan và Mason McGrew đến từ tiểu bang Iowa đã dành ra 8 năm để tái tạo lại bộ phim bằng phương pháp hoạt hình tĩnh vật (stop motion). Bộ phim mang tựa đề "Toy Story 3 in Real Life", các cảnh quay được ghép lại sau khi chụp lại từng chuyển động một bằng iPhone và sau đó bộ phim đã được đăng tải lên YouTube vào ngày 25 tháng 1 năm 2020. Ngoại trừ những cảnh có nhân vật là người, bản làm lại này thực hiện từng cảnh một và sử dụng âm thanh gốc của phim. Theo Screen Crush, công ty mẹ của Pixar là Walt Disney Studios đã cho phép anh em nhà McGrew phát hành phim trực tuyến.

## Âm nhạc
Toàn bộ phần nhạc phim cho Câu chuyện đồ chơi 3 đều do Randy Newman sáng tác và thực hiện, đây là phần nhạc phim thứ 6 của ông viết cho Pixar sau Câu chuyện đồ chơi, Đời con bọ, Câu chuyện đồ chơi 2, Công ty Quái vật và Vương quốc xe hơi. Ban đầu, Disney chỉ phát hành nhạc phim dưới dạng tải xuống kỹ thuật số.
Tất cả các ca khúc được viết bởi Randy Newman.
| STT              | Nhan đề                                                                                                  | Thời lượng |
| ---------------- | --- | ---------- |
| 1.               | "We Belong Together" (được thể hiện bởi Newman)                                                          | 4:03       |
| 2.               | "You've Got a Friend in Me (para Buzz Español) (Hay Un Amigo en Mi)" (được thể hiện bởi The Gipsy Kings) | 2:15       |
| 3.               | "Cowboy!"                                                                                                | 4:10       |
| 4.               | "Garbage?"                                                                                               | 2:40       |
| 5.               | "Sunnyside"                                                                                              | 2:20       |
| 6.               | "Woody Bails"                                                                                            | 4:40       |
| 7.               | "Come to Papa"                                                                                           | 2:05       |
| 8.               | "Go See Lotso"                                                                                           | 3:36       |
| 9.               | "Bad Buzz"                                                                                               | 2:22       |
| 10.              | "You Got Lucky"                                                                                          | 5:58       |
| 11.              | "Spanish Buzz"                                                                                           | 3:31       |
| 12.              | "What About Daisy?"                                                                                      | 2:07       |
| 13.              | "To the Dump"                                                                                            | 3:50       |
| 14.              | "The Claw"                                                                                               | 3:56       |
| 15.              | "Going Home"                                                                                             | 3:22       |
| 16.              | "So Long"                                                                                                | 4:55       |
| 17.              | "Zu-Zu (Ken's Theme)"                                                                                    | 0:35       |
| Tổng thời lượng: | Tổng thời lượng:                                                                                         | 56:18      |

## Phần tiếp theo
Câu chuyện đồ chơi 4 (2019) là phần phim tiếp nối của Câu chuyện đồ chơi 3. Doanh thu phòng vé của Câu chuyện đồ chơi 4 đã vượt qua doanh thu của Câu chuyện đồ chơi 3 để trở thành một trong những bộ phim có doanh thu cao nhất năm 2019, và nhận được những phản ứng tích cực của giới phê bình cũng như khán giả. Phần phim thứ năm với tiêu đề Câu chuyện đồ chơi 5 hiện đang trong quá trình sản xuất để phát hành vào ngày 19 tháng 6 năm 2026.